# Giuliano Soderini
 Giuliano Soderini (né à Florence mort à Saintes le 30 juillet 1544)  francisé en Julien Sodérini est un ecclésiastique italien du XVIe siècle qui fut successivement évêque de Volterra puis de Vicence et enfin de Saintes en France.

## Biographie
Giuliano Soderini est originaire de Florence, issu de la famille Soderini, il est le neveu du cardinal Francesco Soderini. Il devient évêque de Volterra en 1509 par renonciation de son oncle. Il permute son évêché le 22 juin 1514 avec Francesco Della Rovere mais il renonce à  ce siège épiscopal pour occuper celui de Saintes en France qui est libéré par son oncle le cardinal Francesco. 
Giuliano Soderini était très attaché au roi de France François Ier et se fait l'ardent propagandiste de l'intervention français en Italie. Les correspondances qu'il échange en ce sens avec son oncle le cardinal à Rome son interceptées par le pape Adrien VI qui fait arrêter son oncle qui est incarcéré dans le château Saint-Ange. Giuliano demeure en France où il est à l'abri de la colère pontificale. Il meurt dans son diocèse saintongeois le 30 juillet 1544 et il est inhumé dans sa cathédrale Saint-Pierre de Saintes.